# Prytuliwka

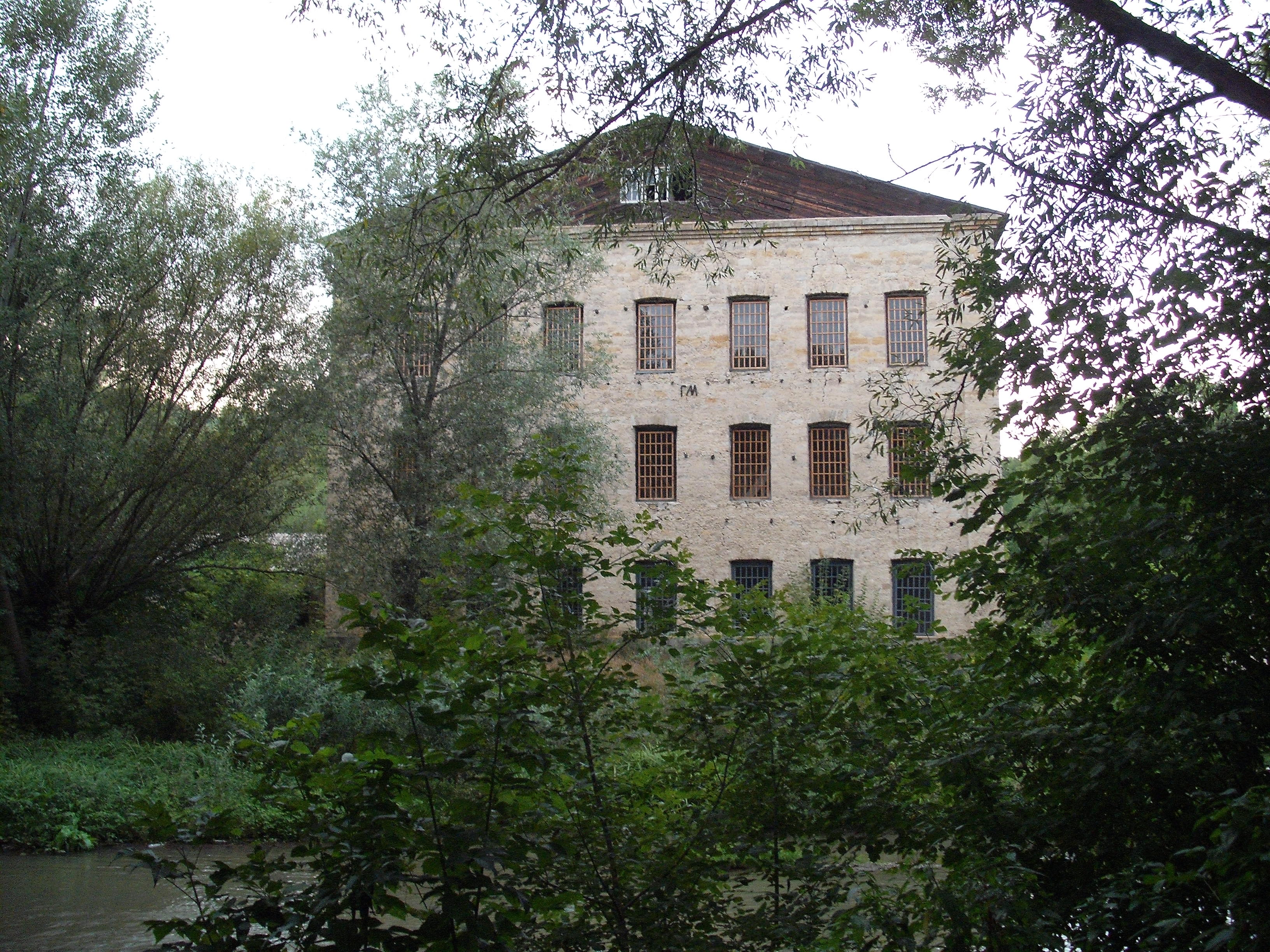
Młyn

Prytuliwka (ukr. Притулівка, pol. Przytulia) – wieś na Ukrainie, w obwodzie chmielnickim, w rejonie dunajowieckim, nad Uszycą. 

## Zamek
- piętrowy zamek wybudowany w XIX wieku przez Ignacego Ścibor Marchockiego[1] w stylu neogotyckim z pięcioboczną wieżą. Okna na parterze zakończone strzeliście, na piętrze małe kwadratowe. Obiekt w ruinie[2]. Ignacy Ścibor Marchocki urządził tu swego rodzaju państwo.